# 사이먼 샤마

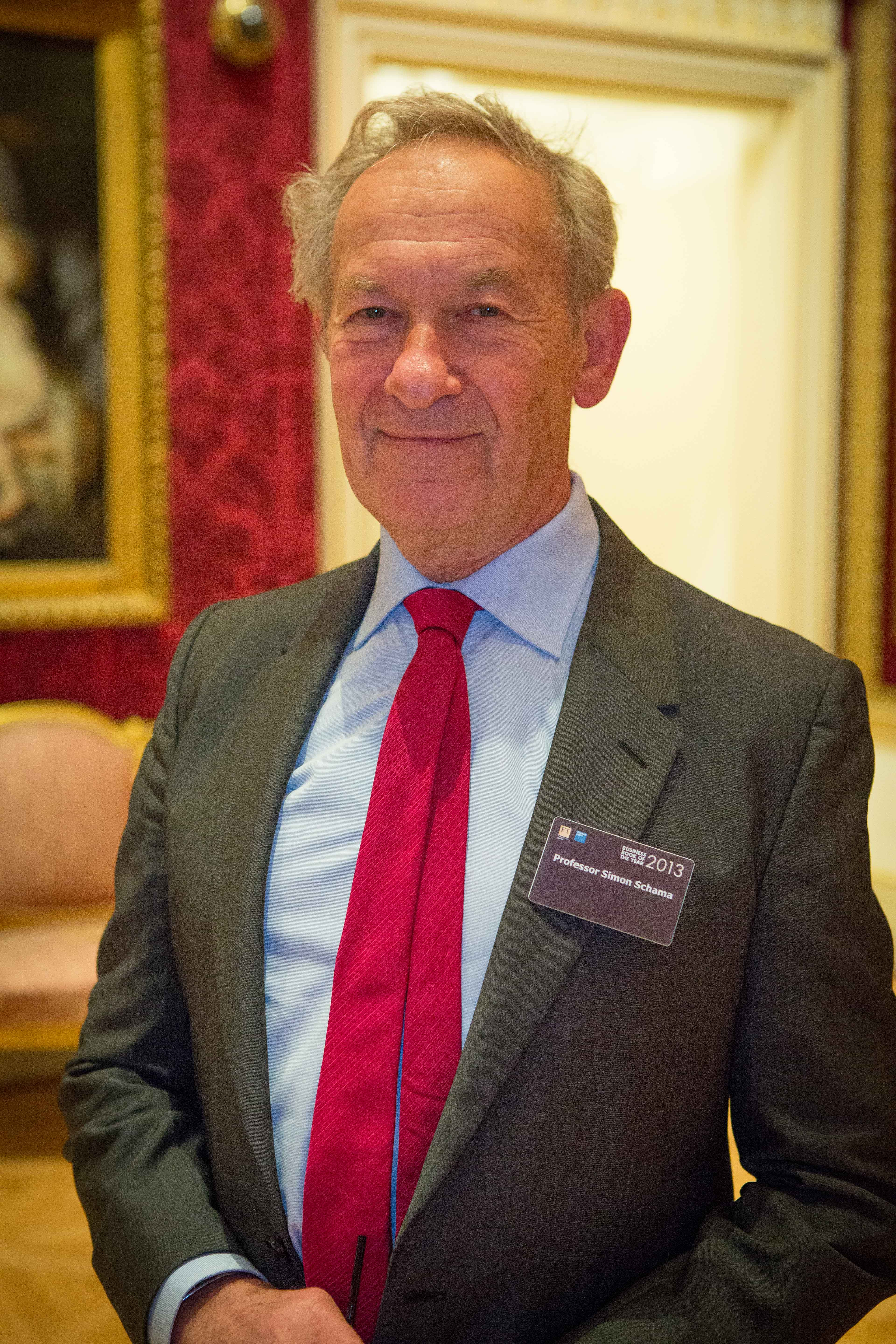

사이먼 마이클 샤마 CBE FBA FRSL (Simon Michael Schama, 1945년 2월 13일 ~ )는 미술사, 네덜란드사, 유대사 및 프랑스사를 전문으로 하는 영국 역사가이다. 그는 뉴욕 컬럼비아 대학교의 역사 및 미술사 대학 교수이다.
그는 1989년에 출판된 프랑스 혁명의 역사를 통해 처음으로 대중의 주목을 받았다. 영국에서 그는 아마도 2000년과 2002년 사이에 방송된 15부작 BBC 텔레비전 다큐멘터리 시리즈 방송을 집필하고 진행한 것으로 가장 잘 알려져 있다. 샤마는 2018년 여왕 생일 명예 목록에서 기사 작위를 받았다.
캠브리지에서 짧은 기간 동안 역사 강사로 일했으며, 그곳에서 그는 크라이스트 칼리지( Christ's College )의 연구원이자 역사 연구 책임자였다. 그 후 그는 옥스포드에서 얼마 동안 가르쳤고, 그곳에서 1976년 프랑스 혁명을 전문으로 하는 Brasenose College 의 펠로우가 되었다. 그는 또한 파리 의 사회 과학 고급 연구 학교 (EHESS)에서 근무했다.
샤마는 상충되는 명령들 사이에서 균형을 유지하면서 17세기 네덜란드 황금기를 알린 양가성, 즉 부유하고 권력을 가지고 살거나 경건한 삶을 사는 양가성을 해석했다. 317개의 삽화에서 네덜란드인의 성격을 정의하는 엠블럼과 선전에 대한 도상학적 증거는 샤마가 1990년대 예술과 시각 문화에 대한 평론가로서의 확장을 예고한 것이다.
프랑스 혁명 연구로 1990년 NCR 도서상을 수상했다. 그러나 테러의 폭력성은 혁명 초기부터 내재되어 있었다는 견해는 심각한 부정적인 비판을 받아왔다.